# Dorle Buchner
Dorle Buchner (* um 1958), auch Dorothea Buchner, ist eine Schauspielerin und Pornodarstellerin.

## Leben
1978 hatte Buchner in dem Film Das Wirtshaus der sündigen Töchter ihren ersten Auftritt. Bis einschließlich 1984 folgten mehr als ein Dutzend weiterer Produktionen, an denen sie mitwirkte.

## Filmografie
- 1978: Das Wirtshaus der sündigen Töchter
- 1978: Happy Holidays
- 1979: Die sexgierigen Töchter
- 1979: Die Liebesvögel – Küss mich da, wo ich es mag …
- 1980: Sünde, Sex und scharfe Katzen
- 1981: Mädchen jung und lüstern
- 1981: Intime Stunden auf der Schulbank
- 1981: Kursaison für scharfe Kumpel
- 1982: Reifeprüfung auf der Schulbank
- 1982: Waidmannsheil im Spitzenhöschen
- 1983: Schulmädchen, die's wissen wollen
- 1984: Das französische Frühstück